# Валенберг-фьорд
Валенберг-фьорд (норв. Wahlenbergfjorden) — фьорд, расположенный на юго-западном побережье арктического острова Северо-Восточная Земля в норвежском архипелаге Шпицберген. Длина фьорда 46 км, ширина — 15 км. Является пятым по длине фьордом на архипелаге и самым длинным на острове. Фьорд расположен между Землёй Густава V и Землёй Густава Адольфа. Его устье расположено вдоль пролива Хинлопен, разделяющего два острова.
Фьорд был назван в честь шведского натуралиста Йёрана Валенберга (1780—1851 гг.) и стал известен с этим названием сначала 1930-х годов. Ледник Валенбергбрин, расположенный на Земле Оскара II, так же назван его именем.

## Ссылки

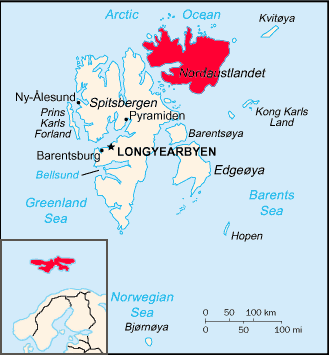
Месторасположение острова Северо-Восточная Земля